# Olena Ljasjenko

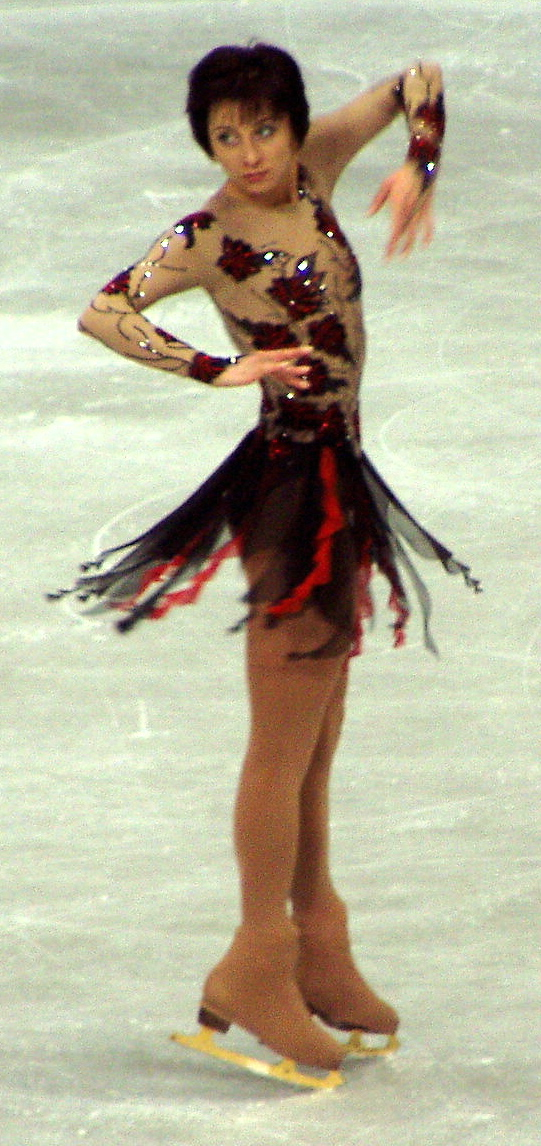
Olena Ljasjenko in actie tijdens de WK van 2004

Olena Anatolijivna Ljasjenko (Oekraïens: Олена Анатоліївна Ляшенко; Kiev, 8 september 1976) is een Oekraïense kunstschaatsster. 
Ze werd acht keer Nationaal kampioen. Ze nam twaalf opeenvolgende jaren deel aan de Europese Kampioenschappen kunstschaatsen waar ze elf keer in de top tien eindigde en drie medailles won. Aan de Wereldkampioenschappen kunstschaatsen nam ze elf keer deel en eindigde negen keer in de top tien. Aan de Olympische Spelen nam ze vier keer deel. 
Na het seizoen 2005/06 beëindigde ze haar schaatscarrière en ging ze de jeugd trainen in onder andere Hongarije, Oostenrijk, China en Japan.

## Belangrijke resultaten
| Kampioenschap           | 1993 | 1994   | 1995   | 1996 | 1997   | 1998 | 1999 | 2000 | 2001 | 2002   | 2003 | 2004   | 2005  | 2006 |
| ----------------------- | ---- | ------ | ------ | ---- | ------ | ---- | ---- | ---- | ---- | ------ | ---- | ------ | ----- | ---- |
| Olympische Spelen       |      | 19e    |        |      |        | 9e   |      |      |      | 14e    |      |        |       | 17e  |
| Wereldkampioenschap     |      | 6e     | 9e     | 12e  |        | 7e   | 8e   | 10e  | 8e   | 6e     | 7e   | 11e    | 10e   |      |
| Europees Kampioenschap  |      | 19e    | Brons  | 4e   | 5e     | 4e   | 7e   | 5e   | 4e   | 9e     | 5e   | Zilver | Brons |      |
| Nationaal Kampioenschap | 4e   | Zilver | Zilver | Goud | Zilver | Goud | Goud | Goud | Goud | Zilver | Goud |        | Goud  | Goud |
| WK junioren             | 10e  |        |        |      |        |      |      |      |      |        |      |        |       |      |